# Niccolò Copernico
Niccolò Copernico (in latino Nicolaus Copernicus; in polacco Mikołaj Kopernik, IPA [miˈkɔwaj kɔˈpɛrɲik]; in tedesco Nikolaus Kopernikus; Toruń, 19 febbraio 1473 – Frombork, 24 maggio 1543) è stato un astronomo, matematico e prete polacco; laureato in diritto canonico presso l'Università degli Studi di Ferrara il 31 maggio 1503, è famoso per avere propugnato, difeso e alla fine definitivamente promosso la prova del sistema eliocentrico contro il sistema geocentrico fino ad allora sostenuto in Europa.

Firma di Niccolò Copernico

Benché non fosse stato il primo a formulare tale teoria, fu lo scienziato che più rigorosamente riuscì a dimostrarla tramite procedimenti matematici. Copernico fu anche ecclesiastico, giurista, governatore e medico.

## Biografia
Niccolò Copernico nacque a Toruń, in Polonia, nella Prussia reale il 19 febbraio 1473. Il padre, Niklas Koppernigk (Mikołaj Kopernik in polacco), era un mercante polacco di lingua tedesca, nato e cresciuto a Cracovia da una famiglia originaria di Koperniki, un villaggio nel distretto di Nysa (in Slesia), mentre la madre, Barbara Watzenrode, era una nobildonna di ascendenza tedesca, nata e cresciuta a Thorn da un illustre casato originario di Schweidnitz (Świdnica); era di madrelingua tedesca e conosceva il polacco ed il latino. Quindi Copernico era di famiglia polacca-tedesca, che viveva in uno stato autonomo governato dal re polacco, per cui godeva della cittadinanza polacca. Tuttavia, non si considerava né tedesco né polacco, bensì prussiano.

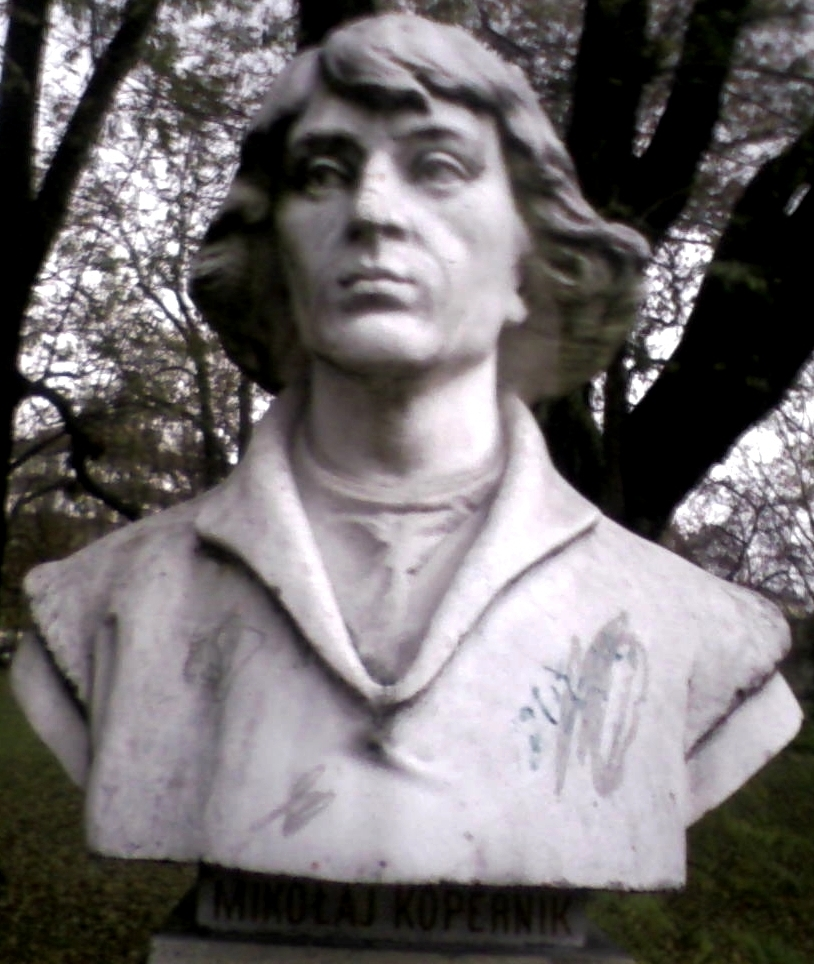
Cracovia: monumento a Copernico

Presto orfano di entrambi i genitori, venne adottato insieme ai fratelli dallo zio materno, Lucas Watzenrode, che nel 1489 venne nominato vescovo della Varmia (regione chiamata in tedesco Ermland e perciò in italiano anche Ermia). Nel 1491 Copernico entrò all'Università di Cracovia, dove conobbe il matematico Jacob Köbel, con cui mantenne i rapporti anche negli anni successivi, come riportato dal suo biografo, Simon Starowolski, nel 1627. Di questo periodo, e del suo approccio all'astronomia, ci restano alcune sue entusiastiche descrizioni in testi oggi raccolti nella biblioteca di Uppsala. Dopo quattro anni e un breve soggiorno a Toruń, venne in Italia, dove studiò diritto presso l'Università di Bologna ed ebbe come maestro anche il noto umanista Urceo Codro.
A Bologna incontrò Domenico Maria Novara, già celebre astronomo, che ne fece il suo allievo e uno dei suoi più stretti collaboratori. Con il suo maestro, mentre studiava diritto civile a Ferrara, Copernico fece le prime osservazioni astronomiche nel 1497. Nello stesso anno lo zio fu nominato vescovo di Ermia e Copernico canonico, cioè appartenente alla Congregazione riformata dei Canonici Agostiniani; il giovane si diresse a Roma, dove osservò un'eclissi e dove tenne lezioni di astronomia o di matematica. Soltanto nel 1501 sarebbe andato a "prendere servizio" a Frauenburg (oggi Frombork), ma vi si trattenne per il solo tempo necessario a ottenere il permesso di tornare in Italia al fine di completare la sua formazione. Studiò a Padova (con Fracastoro e Gaurico) e a Ferrara (con Giovanni Bianchini).
Durante i suoi soggiorni italiani imparò il greco, riuscendo così a leggere in lingua originale le opere degli autori classici, in particolare quelle di Tolomeo, uno dei padri del modello geocentrico. Pubblicò anche una traduzione in latino delle epistole morali del famoso storico bizantino Teofilatto Simocatta, vissuto al tempo dell'imperatore Eraclio (VII secolo). Nel 1503 si laureò in diritto canonico all'Università degli Studi di Ferrara e si suppone che lì abbia letto gli scritti di Platone e di Marco Tullio Cicerone circa le opinioni degli antichi sul movimento della Terra. A Ferrara dunque si ipotizza che possa avere avuto la prima illuminazione per lo sviluppo delle sue intuizioni. Dal 1504 cominciò infatti a raccogliere le sue osservazioni e le riflessioni che stavano per portarlo a formare la sua teoria.

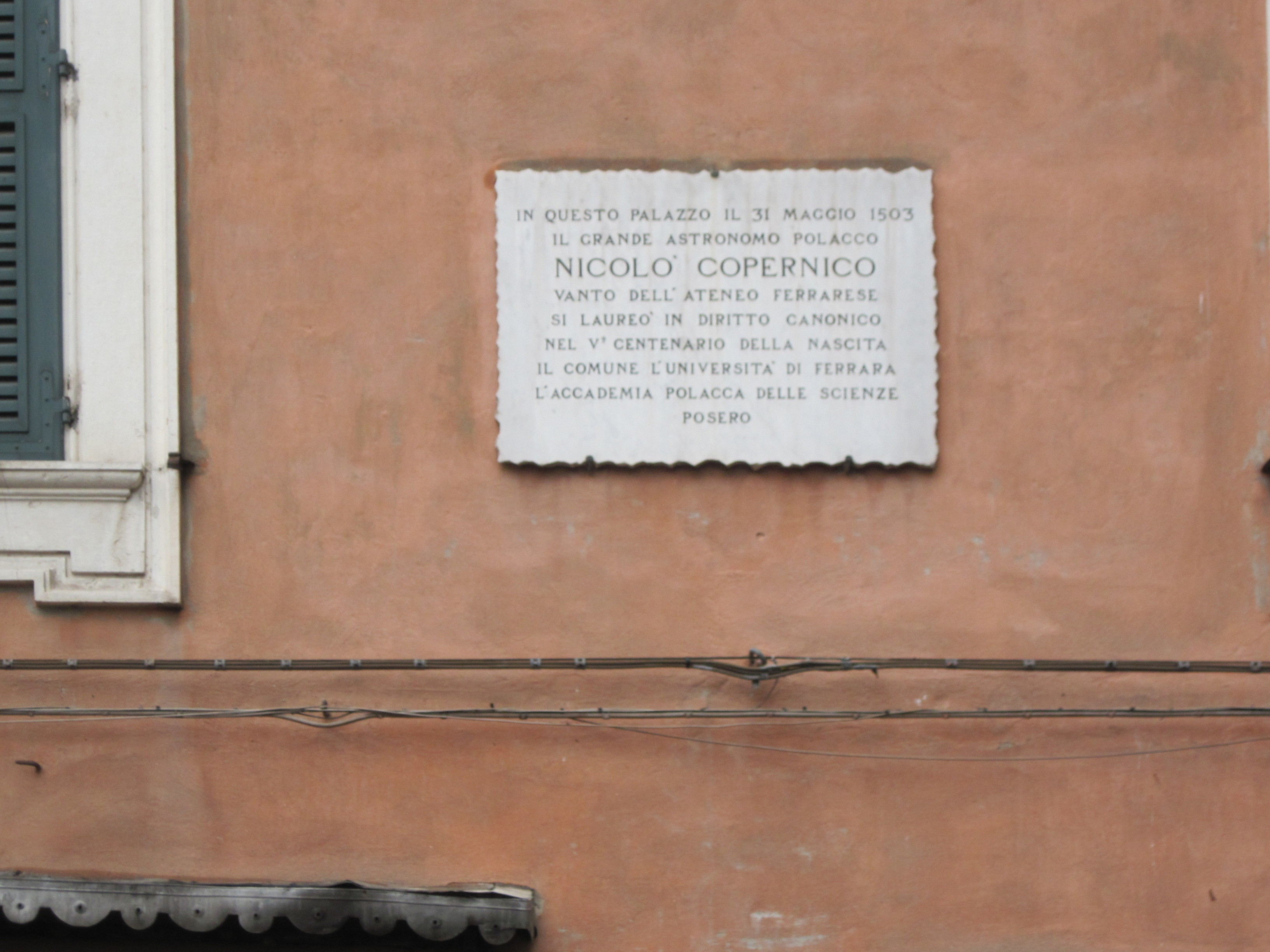
Lapide affissa sul palazzo arcivescovile in piazza Cattedrale, a Ferrara, che ricorda il luogo dove Niccolò Copernico si laureò, nel 1503, quando frequentava l'Università degli Studi di Ferrara

Lasciata l'Italia, tornò a Frauenburg, dove divenne membro del Capitolo di Varmia, interessandosi di riforme del sistema monetario e sviluppando alcuni studi di economia politica che lo portarono a enunciare in anteprima alcuni principi, poi riassunti nella nota Legge di Gresham. Nel 1516 ricevette dal Capitolo l'incarico di amministratore delle terre attorno alla città di Allenstein (oggi Olsztyn), e in tale veste si interessò di questioni di catasto, giustizia e fisco. Nel castello di Olsztyn, dove passò quattro o cinque anni, fece alcune osservazioni importanti e scrisse una parte della sua opera principale De Revolutionibus orbium coelestium. È proprio in questo castello che si trova tuttora l'unica traccia visibile della sua attività scientifica: una tabella che fece alla parete di una loggia che gli serviva per osservare il moto apparente del Sole attorno alla Terra. Copernico fu anche un rappresentante commerciale del Capitolo e un diplomatico per conto dello zio vescovo.

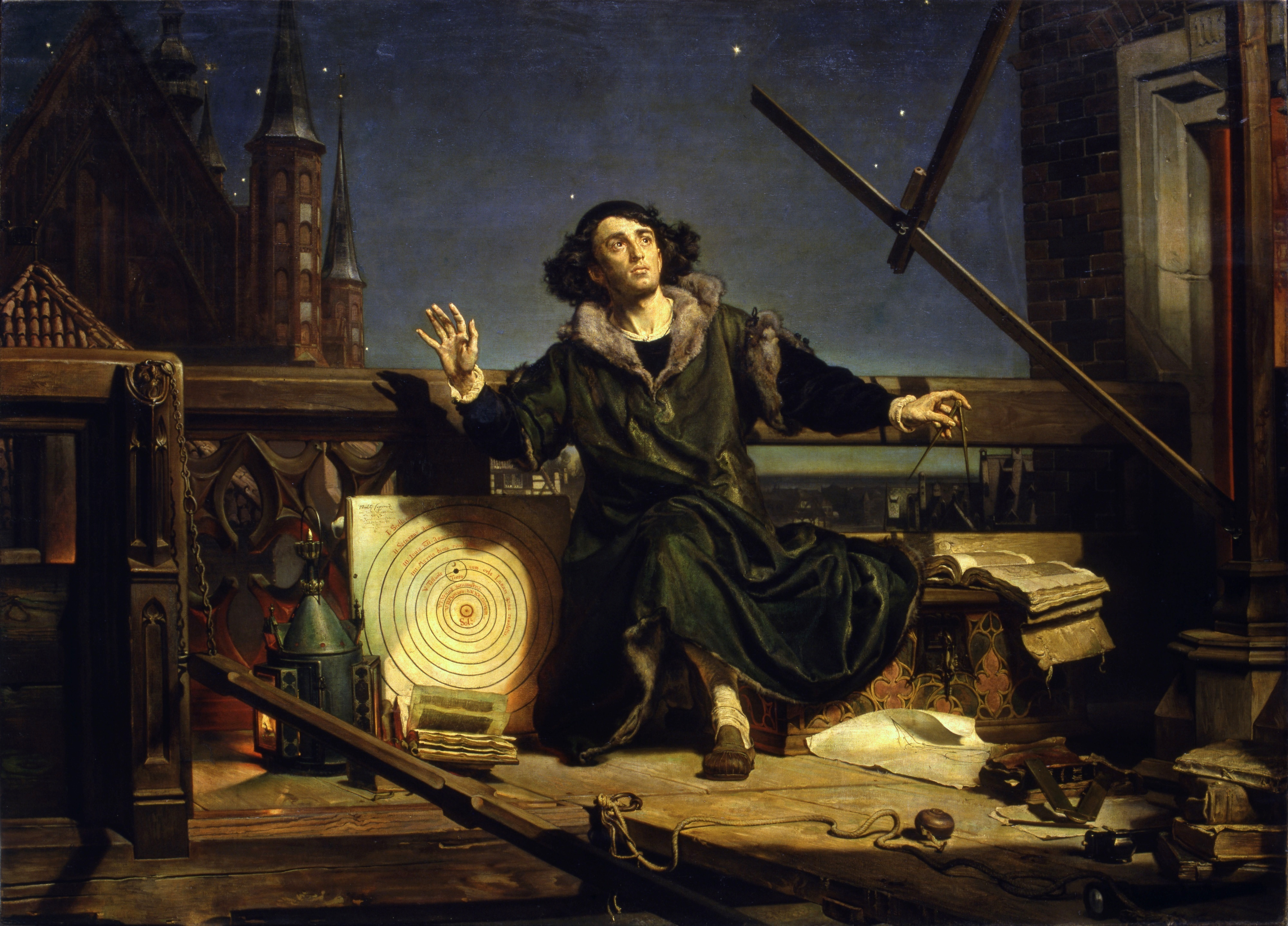
Jan Matejko, Copernico conversa con Dio (1872), dipinto conservato presso l'Università Jagellonica di Cracovia

Nel 1514 distribuì ai suoi amici alcune copie del Commentariolus, breve trattato in cui presentava le sue innovative teorie sulla struttura del cosmo e sul moto dei pianeti, della Luna e del Sole ed esplicitava i sette postulati su cui si fonda la sua teoria eliocentrica. Sin dal suo primo apparire l'opera ebbe immediata notorietà negli ambienti accademici di mezza Europa. Da molte parti del continente gli pervennero infatti pressanti inviti a pubblicare i suoi studi, ma Copernico, non senza ragione, temeva la prevedibile reazione che le sue idee, per certi versi destabilizzanti, avrebbero potuto suscitare. Non mancarono, però, pressioni a favore di una pubblicazione del lavoro di Copernico, come testimonia una lettera del cardinale di Capua Niccolò Schomberg, che lo sollecitò a comunicare la sua scoperta agli studiosi e in particolare domandò di potere avere egli stesso una copia di tale lavoro, offrendosi di pagare di persona tutte le relative spese.
Il lavoro, in realtà, era ancora in via di completamento ed egli ancora non aveva preso la determinazione di darlo alle stampe quando, nel 1539, Giorgio Gioacchino Retico, nominato pochi anni prima professore a Wittenberg, su sollecitazione di Filippo Melantone, giunse a Frauenburg. Retico stette due anni a contatto con Copernico come suo allievo, e nel 1540 pubblicò nel suo testo Narratio prima l'essenza degli studi che Copernico andava sviluppando.
Nel 1543 Retico pubblicò con il nome di Copernico un trattato di trigonometria (poi incluso nel secondo libro del De revolutionibus) e insistette presso quello che ormai era divenuto il suo maestro per la pubblicazione del lavoro. Copernico finalmente vi acconsentì, anche per effetto delle reazioni, talune favorevoli, altre dubbiose o contrarie, ma in genere tutte di grande interesse, e affidò il testo al suo fraterno amico Tiedemann Giese, vescovo di Chełmno, perché lo consegnasse a Retico, che lo avrebbe fatto stampare a Norimberga.
Vuole la leggenda che Copernico morente ne abbia ricevuta la prima copia il giorno in cui sarebbe morto, e taluno scrisse che, avendogliela alcuni amici messa fra le mani, lui incosciente, si sia risvegliato dal coma, abbia guardato il libro e, sorridendo, si sia spento.
Il lavoro di Copernico apparve con una breve prefazione non firmata, scritta da Andrea Osiander, cui il Retico, partito per Lipsia, aveva chiesto aiuto per portare a termine la pubblicazione.
In tale prefazione, Osiander si preoccupò (mistificando il pensiero di Copernico) di sottolineare come l'autore intendesse il suo modello come una semplice costruzione matematica, utile ai calcoli, ma non necessariamente corrispondente al vero. Essendo la prefazione anonima, fu per lungo tempo intesa essere stata scritta dallo stesso Copernico.
Giordano Bruno, uno dei primi difensori e promotori del sistema copernicano, definì Osiander un "asino ignorante e presuntuoso".
Fu sepolto nella cattedrale di Frombork nel 1543, in un punto per secoli non più identificabile. Nel 2005 archeologi polacchi iniziarono ricerche al di sotto del pavimento della cattedrale, rinvenendo infine una sepoltura. Applicando tecniche di medicina legale, tra cui la comparazione del DNA prelevato dai resti umani con quello rinvenuto in alcuni capelli di Copernico trovati dentro i suoi libri, nel 2008 i ricercatori hanno potuto affermare con sicurezza di avere rinvenuto il corpo dell'astronomo.
Il 22 maggio 2010, dopo che i suoi resti avevano viaggiato per alcune settimane attraverso la Polonia, Copernico fu solennemente sepolto con onore nella cattedrale di Frombork. Una lapide in granito nero lo identifica come il fondatore della teoria eliocentrica. La lapide reca una rappresentazione del modello copernicano del sistema solare, con un sole d'oro.

## Il sistema eliocentrico copernicano
Il nucleo centrale della teoria di Copernico, l'essere il Sole al centro delle orbite degli altri pianeti, e non la Terra, fu pubblicato nel libro De revolutionibus orbium coelestium (Sulle rivoluzioni delle sfere celesti) l'anno della sua morte. Il libro è il punto di partenza di una conversione dottrinale dal sistema geocentrico a quello eliocentrico e contiene gli elementi più salienti della teoria astronomica dei nostri tempi, compresa la corretta definizione dell'ordine dei pianeti, della rotazione quotidiana della Terra intorno al proprio asse, e della precessione degli equinozi. Il libro, al contrario di quelli che molti credono, era accettato dalla chiesa del tempo: di fatto, fu il papa a commissionare e finanziare il libro.

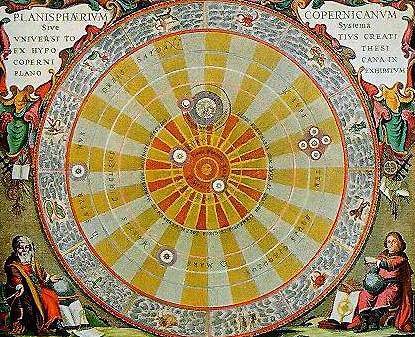
Rappresentazione dell'universo eliocentrico

Le teorie di Copernico non erano però senza difetti, o almeno senza punti che in seguito si sarebbero rivelati fallaci, come per esempio l'indicazione di movimenti circolari dei pianeti, anziché ellittici, e la necessità degli eccentrici e epicicli. Diversamente da quanto si diceva a quel tempo, per mantenere un livello di precisione paragonabile a quello del sistema tolemaico, erano necessari a Copernico più "cerchi" di quelli di Tolomeo. Il numero esatto dei "cerchi" è inizialmente di 34 (nella sua prima esposizione del sistema, contenuta nel Commentariolus), ma raggiunge la cifra di 48 nel De revolutionibus, secondo i calcoli di Koestler. Invece, il sistema tolemaico non ne utilizzava 80, come affermato da Copernico, bensì solamente 40, secondo la versione aggiornata del 1453 del sistema tolemaico da parte di Peurbach. Lo storico della scienza Dijksterhuis fornisce altri dati, ritenendo che il sistema copernicano utilizzasse solo cinque "cerchi" in meno di quello tolemaico. L'unica differenza sostanziale, pertanto, consisteva esclusivamente nell'assenza degli equanti nella teoria copernicana. Comunque, questi errori rendevano i risultati concreti degli studi, come per esempio le previsioni delle effemeridi, non più precisi di quanto non fosse già possibile ottenere con il sistema tolemaico.
L'obiezione più efficace all'universo copernicano era però il problema delle dimensioni delle stelle. Secondo i modelli geocentrici dell'universo le stelle si trovano poco oltre i pianeti; in questa situazione le loro dimensioni stimate con un semplice calcolo geometrico non risultavano troppo diverse da quelle del Sole. Con la teoria eliocentrica di Copernico le stelle dovevano essere estremamente lontane e quindi, applicando lo stesso sistema di calcolo, risultavano esageratamente grandi, di dimensioni pari a migliaia di volte quelle del Sole.
Un critico particolarmente severo fu l'astronomo e alchimista danese Tycho Brahe, che nel 1588 pubblicò una versione aggiornata del sistema geocentrico, una sorta di compromesso tra Tolomeo e Copernico: Sole, Luna e stelle orbitavano intorno alla Terra, mentre i pianeti orbitavano intorno al Sole. Questa teoria superava il problema della dimensione delle stelle, rendendole confrontabili con quelle del Sole. Un altro aspetto della teoria di Copernico che lasciava perplesso Tycho Brahe era la mancanza (per la scienza dell'epoca) di una spiegazione fisica dei movimenti terrestri: quale forza poteva fare ruotare una pesantissima sfera di roccia, polvere e acqua, del diametro di migliaia di miglia, intorno al Sole? Per queste apparenti contraddizioni e incertezze (superate solo cento anni dopo con la fisica newtoniana e duecento anni dopo con la scoperta del particolare comportamento della luce quando entra in una pupilla o in un telescopio), molti importanti astronomi per lungo tempo non riconobbero la teoria copernicana. Tuttavia la nuova teoria eliocentrica impressionò grandi scienziati come Galileo e Keplero, che sul suo modello svilupparono correzioni ed estensioni della teoria. 

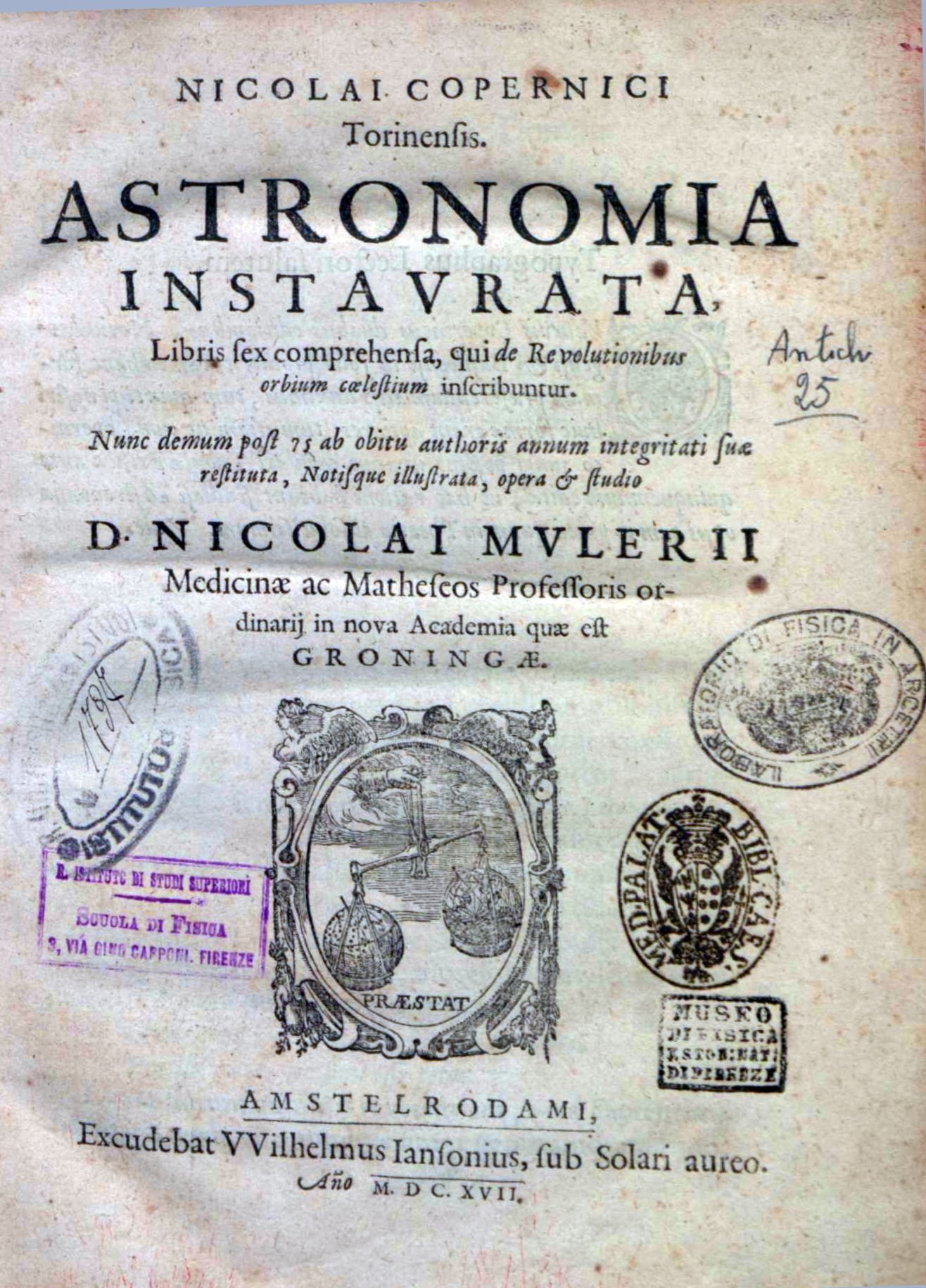
De revolutionibus orbium coelestium, 1617

Il sistema copernicano può sintetizzarsi in sette assunti, così come dal medesimo autore enunciati in un compendio del De revolutionibus ritrovato e pubblicato nel 1878. Steso tra il 1507 e il 1512, nel Nicolai Copernici de hypothesibus motuum coelestium a se constitutis commentariolus, Copernico presentò le sette petitiones (cioè i sette postulati della teoria) che dovevano dare vita a una nuova astronomia:
1. Non vi è un unico punto centro delle orbite celesti e delle sfere celesti.
2. Il centro della Terra non è il centro dell'Universo, ma solo il centro della massa terrestre e della sfera lunare.
3. Tutte le sfere ruotano attorno al Sole, che quindi è in mezzo a tutte, e il centro dell'Universo si trova vicino a esso.
4. Il rapporto della distanza tra il Sole e la Terra con l'altezza del firmamento, è tanto più piccolo di quello tra il raggio della Terra e la distanza di questa dal Sole, che, nei confronti dell'altezza del firmamento, tale distanza è impercettibile (non viene quindi percepito alcun movimento apparente nelle stelle fisse).
5. Qualsiasi movimento appaia nel firmamento non appartiene a esso, ma alla Terra; pertanto la Terra, con gli elementi contigui, compie in un giorno un intero giro attorno ai suoi poli fissi, mentre il firmamento resta immobile, inalterato con l'ultimo cielo.
6. Qualunque movimento ci appaia del Sole, non appartiene a esso, ma dipende dalla Terra e dalla nostra sfera, insieme alla quale noi ruotiamo intorno al Sole come qualsiasi altro pianeta, e così la Terra compie più movimenti.
7. Per i pianeti appare un moto retrogrado e un moto diretto; ciò in realtà non dipende da loro, ma dalla Terra; pertanto, il moto di questa sola basta a spiegare tante irregolarità celesti.

Queste asserzioni rappresentavano l'esatto opposto di quanto affermava la teoria geocentrica, allora comunemente accettata.
Esse mettevano quindi in discussione tutto il sistema di pensiero allora prevalente in filosofia e religione.
Copernico fu molto attento a non assumere atteggiamenti rivoluzionari, né con la sua condotta di vita, né nelle sue opere. Da buon umanista ricercò nei testi dei filosofi antichi un nuovo metodo di calcolo per risolvere le incertezze degli astronomi. Egli costruì una nuova cosmologia partendo dagli stessi dati dell'astronomia tolemaica e rimanendo ancorato ad alcune tesi fondamentali dell'aristotelismo: 1) perfetta sfericità e perfetta finitezza dell'Universo; 2) immobilità del Sole data dalla sua natura divina; 3) centralità del Sole dovuta a migliore posizione da cui "può illuminare ogni cosa simultaneamente" (Copernico).
La presunta maggiore semplicità e armonia del sistema (argomenti con cui Copernico e il discepolo Giorgio Gioacchino Retico difendevano la visione copernicana) era però più apparente che reale. Per non contraddire le osservazioni Copernico fu costretto a non fare coincidere il centro dell'Universo con il Sole, ma con il centro dell'orbita terrestre; dovette reintrodurre epicicli ed eccentrici, come Tolomeo; dovette attribuire alla Terra, oltre al moto di rivoluzione attorno al Sole e a quello di rotazione attorno al proprio asse, un terzo moto (declinationis motus), per rendere conto dell'invariabilità dell'asse terrestre rispetto alla sfera delle stelle fisse.
Benché all'epoca di Copernico il sistema eliocentrico e quello geocentrico fossero sostanzialmente equivalenti in termini di complessità e di capacità predittiva, il grande vantaggio del sistema copernicano fu l'eliminazione di un epiciclo dalle orbite di tutti i pianeti. Nel sistema copernicano questo epiciclo è dovuto al fatto che le orbite sono osservate dalla Terra, la quale a sua volta gira attorno al Sole. L'osservazione che i pianeti hanno un epiciclo in comune, dovuto all'orbita della Terra, apriva tra l'altro la possibilità di misurare le distanze dei pianeti dal Sole (o, meglio, il loro rapporto con il raggio dell'orbita terrestre) con il metodo della parallasse. Copernico volle anche eliminare l'equante di Tolomeo; poiché le orbite sono ellittiche, tuttavia, dovette comunque introdurre degli epicicli. Solo con Keplero questi ultimi non saranno più necessari.
Copernico sostituiva Tolomeo e migliorava l'Almagesto sul piano dei calcoli, ricorrendo a una raffinata matematica pitagorica e conservando il presupposto metafisico della perfetta circolarità dei moti celesti. Nel passato di Copernico non c'è traccia di molti elementi a fondamento della "rivoluzione astronomica", ciononostante il De revolutionibus, pur non presentandosi come un testo rivoluzionario, aprì questioni che fecero franare, a causa del suo già instabile equilibrio, l'intero sistema tolemaico.

## Opere
- Nicolai Copernici De hypothesibus motuum coelestium a se constitutis commentariolus (Commentariolus), manoscritto, 1507-1512.
- De revolutionibus orbium coelestium (Sulle rivoluzioni dei corpi celesti), Norimberga 1543.

## Edizioni
- (LA) De revolutionibus orbium coelestium, Amsterdam, Willem Jansz Blaeu, 1617.
- (LA) De revolutionibus orbium coelestium, Nürnberg, Johann Petreius, 1543.

### Traduzioni italiane
- De Revolutionibus Orbium Caelestium. La costituzione generale dell'universo, A cura di Alexandre Koyré, Collana Piccola Biblioteca.Testi, Milano, Einaudi, 1975.
- Opere, Collana Classici della scienza, Torino, UTET, 1979.
- Autografi di Niccolo Copernico, Firenze, 1879.